# Junaztwa-Stadion (Masyr)
Das Junaztwa-Stadion (belarussisch Юнацтва, russisch Юность, deutsch Jugend) ist ein Fußballstadion in Masyr im Süden von Belarus. Das 1992 erbaute und 5.353 Zuschauer fassende Stadion verfügt ausschließlich über Sitzplätze. Es gibt weder eine Flutlichtanlage noch eine Rasenheizung. Bis 2014[veraltet] soll das Stadion renoviert werden.
Der FK Slawija-Masyr trägt seine Heimspiele im Junaztwa-Stadion aus. 